# Footon-Servetto 2010
Questa voce raccoglie le informazioni riguardanti la Footon-Servetto nelle competizioni ufficiali della stagione 2010.

## Stagione
Avendo licenza da UCI ProTeam, la squadra ciclistica spagnola ha diritto di partecipare alle gare del Calendario mondiale UCI 2010, oltre a quelle dei circuiti continentali UCI.

## Organico

### Staff tecnico
GM=General Manager; DS=Direttore Sportivo.
|  | Naz.                | Ruolo | Sportivo                 |  |  |  |
|  | ------------------- | ----- | ------------------------ |  |  |  |
|  | Svizzera (bandiera) | GM    | Mauro Gianetti           |  |  |  |
|  | Spagna (bandiera)   | TM    | Joxean Maitxin Fernandez |  |  |  |
|  | Italia (bandiera)   | DS    | Stefano Zanini           |  |  |  |
|  | Italia (bandiera)   | DS    | Daniele Nardello         |  |  |  |
|  | Spagna (bandiera)   | DS    | Sabino Angoitia          |  |  |  |

### Rosa
|  | Naz.                   |  | Sportivo                  | Anno |  |  |
|  | ---------------------- |  | ------------------------- | ---- |  |  |
|  | Spagna (bandiera)      |  | José Alberto Benítez      | 1981 |  |  |
|  | Austria (bandiera)     |  | Matthias Brändle          | 1989 |  |  |
|  | Italia (bandiera)      |  | Eros Capecchi             | 1986 |  |  |
|  | Italia (bandiera)      |  | Ermanno Capelli           | 1985 |  |  |
|  | Portogallo (bandiera)  |  | Manuel Cardoso            | 1983 |  |  |
|  | Spagna (bandiera)      |  | Félix Vidal Celis         | 1982 |  |  |
|  | Italia (bandiera)      |  | Giampaolo Cheula          | 1979 |  |  |
|  | Italia (bandiera)      |  | Marco Corti               | 1986 |  |  |
|  | Spagna (bandiera)      |  | Arkaitz Durán             | 1986 |  |  |
|  | Austria (bandiera)     |  | Markus Eibegger           | 1984 |  |  |
|  | Regno Unito (bandiera) |  | Thomas Patrick Faiers     | 1987 |  |  |
|  | Italia (bandiera)      |  | Fabio Felline             | 1990 |  |  |
|  | Svizzera (bandiera)    |  | Noé Gianetti              | 1989 |  |  |
|  | Spagna (bandiera)      |  | David Gutiérrez Gutiérrez | 1982 |  |  |
|  | Spagna (bandiera)      |  | David Gutiérrez Palacios  | 1987 |  |  |
|  | Spagna (bandiera)      |  | Enrique Mata              | 1985 |  |  |
|  | Spagna (bandiera)      |  | Iban Mayoz                | 1981 |  |  |
|  | Spagna (bandiera)      |  | Pedro Merino              | 1987 |  |  |
|  | Italia (bandiera)      |  | Michele Merlo             | 1984 |  |  |
|  | Danimarca (bandiera)   |  | Martin Pedersen           | 1983 |  |  |
|  | Spagna (bandiera)      |  | Aitor Pérez               | 1977 |  |  |
|  | Spagna (bandiera)      |  | Rafael Valls              | 1987 |  |  |
|  | Svizzera (bandiera)    |  | David Vitoria             | 1984 |  |  |
|  | Australia (bandiera)   |  | Johnnie Walker            | 1987 |  |  |

## Ciclomercato
| Matthias Brändle          | ELK Haus          |
| Manuel Cardoso            | Liberty Seguros   |
| Félix Vidal Celis         | Barbot            |
| Giampaolo Cheula          | Barloworld        |
| Marco Corti               | Barloworld        |
| Markus Eibegger           | ELK Haus          |
| Thomas Patrick Faiers     | neo pro           |
| Fabio Felline             | neo pro           |
| Noé Gianetti              | neo pro           |
| David Gutiérrez Gutiérrez | neo pro           |
| David Gutiérrez Palacios  | neo pro           |
| Enrique Mata              | Burgos Monumental |
| Iban Mayoz                | Xacobeo Galicia   |
| Pedro Merino              | neo pro           |
| Michele Merlo             | Barloworld        |
| Martin Pedersen           | Team Capinordic   |
| Aitor Pérez               | Contentpolis      |
| Rafael Valls              | Burgos Monumental |
| David Vitoria             | Rock Racing       |
| Johnnie Walker            | Trek              |

| Paolo Bailetti                 | Ceramica Flaminia        |
| Iker Camaño                    | Endura Racing            |
| David Cañada                   | ritirato                 |
| Hilton Clarke                  | OUCH                     |
| Juan José Cobo                 | Caisse d'Epargne         |
| David de la Fuente             | Astana                   |
| Jesús del Nero                 | Centro Ciclismo de Loulé |
| Alberto Fernández de la Puebla | sospeso                  |
| Ángel Gómez                    | svincolato               |
| Héctor González                | svincolato               |
| Beñat Intxausti                | Euskaltel-Euskadi        |
| Josep Jufré                    | Astana                   |
| Fredrik Kessiakoff             | Garmin                   |
| Javier Mejías                  | Team Type 1              |
| Andrea Tonti                   | Carmiooro                |
| Davide Viganò                  | Sky                      |
| Cameron Wurf                   | Androni                  |

## Palmarès

### Corse a tappe
ProTour
- Tour Down Under

3ª tappa (Manuel Cardoso)
- Volta Ciclista a Catalunya

Classifica scalatori (David Gutierrez)
Continental
- Circuit de Lorraine

2ª tappa (Fabio Felline)
3ª tappa (Fabio Felline)
Classifica generale (Fabio Felline)
- Tour de San Luis

2ª tappa (Rafael Valls Ferri)

### Corse in linea
- Raiffeisen GP (Mathias Brändle)

## Classifiche UCI

### Calendario mondiale UCI
Individuale
Piazzamenti dei corridori della Footon-Servetto nella classifica individuale del Calendario mondiale UCI 2010.
| Pos. | Ciclista       | Punti |
| ---- | -------------- | ----- |
| 148  | Manuel Cardoso | 13    |
| 157  | Enrique Mata   | 10    |
| 167  | Rafael Valls   | 10    |
| 188  | Aitor Pérez    | 6     |
| 213  | Eros Capecchi  | 4     |
| 214  | Arkaitz Durán  | 4     |
| 216  | Iban Mayoz     | 4     |
| 256  | Fabio Felline  | 1     |

Squadra
La Footon-Servetto ha chiuso in ventinovesima posizione con 43 punti.